# Industri Beton
Industri Beton A/S er en dansk virksomhed, der producerer et bredt sortiment af betonelementer. Virksomheden har hovedkvarter i Ølstrup og afdelinger i Perstrup, Svinninge og Byggebjerg. Industribeton A/S er siden 2010 majoritetsejet af Ikast Betonvarefabrik og minoritetsejet af Karsten Sandal og Søren Bank Sørensen. I 2023 havde Industribeton ca. 280 ansatte.